# Теория представлений
Теория представлений — раздел математики, изучающий абстрактные алгебраические структуры с помощью представления их элементов в виде линейных преобразований векторных пространств. В сущности, представление делает абстрактные алгебраические объекты более конкретными, описывая их элементы матрицами, а операции сложения и умножения этих объектов — сложением и умножением матриц. Среди объектов, поддающихся такому описанию, находятся группы, ассоциативные алгебры и алгебры Ли. Наиболее известной (и исторически возникшей первой) является теория представлений групп.
Теория представлений является мощным инструментом, потому что она сводит задачи общей алгебры к задачам линейной алгебры, предмет которой хорошо понятен. Кроме того, векторное пространство, с помощью которого представлена группа, может быть бесконечномерным, и если добавить к нему структуру гильбертова пространства, можно будет применить методы математического анализа. Теория представлений также имеет важное значение для физики, так как она, например, описывает, как группа симметрий физической системы влияет на решения уравнений, описывающих эту систему.
Поразительная особенность теории представлений — это её распространённость в математике. Первый аспект этого — разнообразные приложения теории представлений: в дополнение к своему влиянию на алгебру она освещает и значительно обобщает анализ Фурье с помощью гармонического анализа, она тесно связана с геометрией через теорию инвариантов и эрлангенскую программу, оказывает большое влияние на теорию чисел через автоморфные формы и программу Ленглендса. Вторым аспектом является разнообразие подходов к теории представлений. Одни и те же объекты могут быть изучены с помощью методов алгебраической геометрии, теории модулей, аналитической теории чисел, дифференциальной геометрии, теории операторов, алгебраической комбинаторики и топологии.
Успех теории представлений привёл к многочисленным её обобщениям. Одно из наиболее общих использует теорию категорий. Алгебраические объекты, к которым применяется теория представлений, могут быть рассмотрены как объекты определённой категории, а представления — как функторы из данной категории в категорию векторных пространств. Такое описание указывает на два очевидных обобщения: во-первых, алгебраические объекты могут быть заменены на более общие категории; во-вторых, категория векторных пространств может быть заменена другими хорошо понятными категориями.

## Определения и концепции
Пусть V — векторное пространство над полем F. Для примера предположим, что V — это Rn или Cn, стандартное n-мерное пространство векторов-столбцов над полем вещественных или комплексных чисел соответственно. В данном случае идея теории представлений заключается в том, чтобы конкретизировать абстрактную алгебру использованием матриц n × n, элементами которых являются вещественные или комплексные числа.
Существует три вида алгебраических объектов, для которых это возможно: группы, ассоциативные алгебры и алгебры Ли.
- Множество всех обратимых матриц n × n является группой по умножению матриц, и теория представлений групп анализирует группу, описывая (представляя) её элементы терминами обратимых матриц.
- Сложение и умножение матриц делает множество всех матриц n × n ассоциативной алгеброй, и, следовательно, есть соответствующая теория представлений ассоциативных алгебр.
- Если мы заменим матричное умножение MN матричным коммутатором MN − NM, то матрицы n × n заменят алгебру Ли, что приводит к созданию теории представлений алгебр Ли.

Это обобщается на любое поле F и любое векторное пространство V над F с заменой линейных отображений матрицами и заменой композиции отображений матричным умножением: получим группу GL(V, F) автоморфизмов над V, ассоциативную алгебру EndF(V) всех эндоморфизмов над V и соответствующую алгебру Ли gl(V, F).

### Определение
Существует два способа определить представление. Первый использует идею действия группы, обобщая способ матрицы воздействовать на вектор-столбец с помощью матричного умножения. Представление группы G или алгебры A (ассоциативной или Ли) на векторном пространстве V — это отображение
{\displaystyle \Phi \colon G\times V\to V} или {\displaystyle \Phi \colon A\times V\to V}
с двумя свойствами. Во-первых, для любых g из G (или a из A) отображение
{\displaystyle {\begin{aligned}\varphi (g)\colon V&\to V\\v&\mapsto \Phi (g,v)\end{aligned}}}
линейно (над F).
В зависимости от представленной группы различают разделы теории представлений:
- Конечные группы — см. Теория представлений конечных групп.
- Топологические группы — некоторые построения для представлений конечных групп можно обобщить и для бесконечных групп. Для локально компактных топологических групп это можно сделать с помощью меры Хаара. На результирующей теории во многом основан гармонический анализ, а также современное изложение общей теории Фурье.
- Группы Ли — многие группы Ли являются компактными. Соответственно, к ним можно применить теорию представлений компактных групп. См. Теория представлений групп Ли.